# Heinrich-Gleißner-Haus

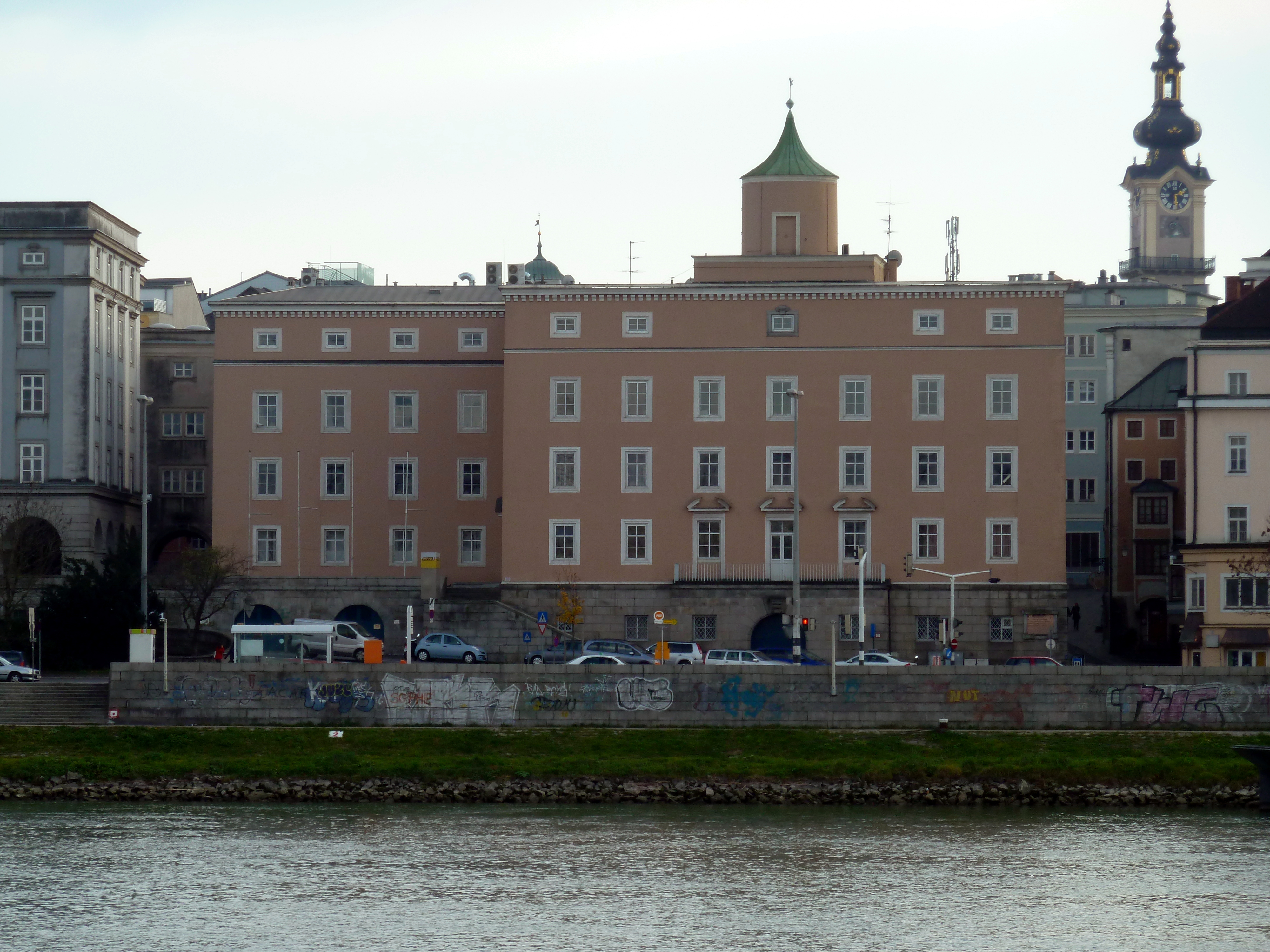
Das Heinrich-Gleißner-Haus von Urfahr aus

Das Heinrich-Gleißner-Haus, ehemals Wasserstraßenamt, ist eine Sehenswürdigkeit der oberösterreichischen Landeshauptstadt Linz. Es liegt an der Oberen Donaulände 7–9 und stellt die Verbindung der Brückenkopfgebäude zur Altstadt her. Der Bau steht unter Denkmalschutz. Das Heinrich-Gleißner-Haus ist die Parteizentrale der Oberösterreichischen Volkspartei.

## Geschichte
Das Heinrich-Gleißner-Haus wurde als Wasserstraßenamt im neoklassizistischen Stil nach Plänen des Architekten Roderich Fick im Jahre 1939 erbaut und ist Teil der im Sinne der Architektur im Nationalsozialismus geplanten Monumentalgestaltung der Linzer Donauufer. Es stellt einen architektonisch gelungenen Übergang derselben zu den historischen Altstadthäusern dar. Der Bau schließt westlich neben dem Brückenkopfgebäude West an und hat Fassaden zu diesem hin, zur Donaulände, zur Badgasse und zum Hofberg. Die neoklassizistische Fassadengliederung beschränkt sich auf sparsam eingesetzte gesprengte Segmentgiebel als Fensterverdachungen. Auffallend ist das hohe als Sockel fungierende Erdgeschoß in massiver Granitquaderung mit rundbogigem Eingang. Über dem Dachgeschoß ragt der markante Pegelturm empor. Die Vorgängerbauten an der Oberen Donaulände Nr. 7 und 9 wurden 1938/39 abgebrochen. Dies steht in engem Zusammenhang mit der Errichtung der Nibelungenbrücke und des Abbruchs des dafür im Weg stehenden alten Wasserstraßenamtes, das direkt an der alten Brücke gelegen war.

## Nutzung
Ursprünglich als Wasserstraßenamt erbaut, stand das Gebäude nach dem Zweiten Weltkrieg als Raiffeisenhof im Eigentum des Bauernbundes. Seit 1952 beherbergt es die Landesparteizentrale der ÖVP und wurde zu Ehren von Landeshauptmann Heinrich Gleißner in Heinrich-Gleißner-Haus umbenannt. Seit 1984 ist die ÖVP Eigentümerin des Gebäudes.